# 프리다 이네스코트

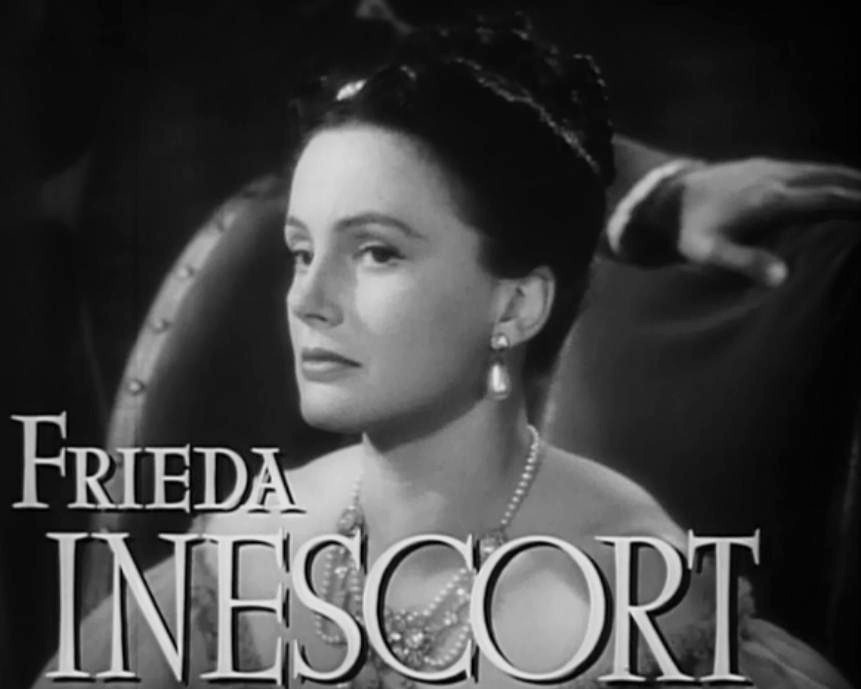

프리다 이네스코트(Frieda Inescort, 1901년 6월 29일 ~ 1976년 2월 26일)는 영국의 배우이다.
에든버러에서 태어났으며 미국 우들랜드힐스에서 다발성 경화증으로 사망하였다.

## 영화
- 앨리게이터 피플 (1959년)
- 주크 박스 리듬 (1959년)
- 쉬 크리처 (1956년)
- 애심(영어판) (1956년)
- 폭스파이어 (1955년)
- 카사노바의 빅 나이트 (1954년)
- 젊은이의 양지 (1951년)
- 리턴 오브 더 뱀파이어 (1944년)
- 더 어메이징 미시즈 홀리데이 (1943년)
- 스웨터 걸 (1942년)
- 유윌 네버 겟 리치 (1941년)
- 써니 (1941년)
- 리멤버 더 데이 (1941년)
- 오만과 편견 (1940년) - 캐롤라인 빙글리 역
- 우먼 닥터 (1939년)
- 타잔 - 조니 웨시스뮬러 편 4 (1939년)
- 더 그레이트 오맬리 (1937년)
- 메리 오브 스코틀랜드 (1936년)
- 다크 엔젤 (1935년)